# 李尔 (不列颠国王)

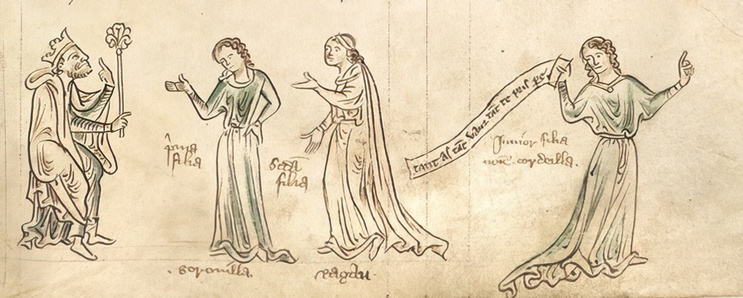
李尔王与女儿们，《诺森伯兰寓言集》（Northumberland Bestiary，约1250年）中的插画

李尔（英語：Leir）為传说中的一位不列颠人国王，其故事最早记述于蒙茅斯的杰弗里的《不列颠诸王史》中，因為威廉·莎士比亚的剧作《李尔王》而广为人知。在戏剧《李尔王》中，很多人物的名字与传说相同（如高纳里尔、里根、寇蒂莉亚等），而剧情也极为相似。
如果传说为真，则按照他家族谱系中的位置，李尔的统治时期大致应该在公元前8世纪左右。

## 传说
在杰佛里的著作《不列颠诸王史》中，在他的父亲布拉达国王试图用人造翅膀飞行但失败摔死后，李尔继承了不列颠的王位，并统治这个国家长达六十年。李尔统治时期的具体时间未知，但杰佛里称他的父亲生活在《圣经》中的先知以利亚的年代。
按照《不列颠诸王史》中的记载，李尔建立了一座城，并以自己在古威尔士语中的名字命名为凯尔李尔（Cair Leir，盎格鲁-撒克逊语中的Legra-ceaster或Ligora-ceaster），这座城市后来被称作莱斯特。

### 退位
与他的祖先不同的是，李尔并没有生下男性继承人，而只有三个女儿：高纳里尔（Goneril）、里根（Regan）和寇蒂莉亚（Cordelia），而他尤其宠爱小女儿寇蒂莉亚。在他步入晚年时，他计划将王国分给三个女儿，以及她们未来的丈夫。高纳里尔和里根曲意奉承她们的父亲，在其他贵族的建议下，李尔将她们分别嫁给了奥尔巴尼公爵和康沃尔公爵，并许诺各分给她们王国三分之一的领土。而寇蒂莉亚拒绝阿谀奉承她的父亲，这让李尔感到愤怒，因此没有分给她任何领土。法兰克人的国王阿加尼普斯（Aganippus）向寇蒂莉亚求婚，李尔将寇蒂莉亚嫁给了他，但拒接提供任何嫁妆。李尔将一半的王国领土分给高纳里尔和里根以及她们的丈夫，很久以后，当李尔逐渐衰老时，奥尔巴尼和康沃尔公爵起兵造反，从李尔那里夺走了剩余的全部国土和王权。高纳里尔的丈夫、奥尔巴尼公爵马格拉鲁斯（Maglaurus）同意供养李尔，让他在60名侍从的保护下度过余生。但高纳里尔认为李尔的侍从太多了，并在两年后命令父亲只留下30名侍从。他对此感到不满，因此去了二女儿里根的丈夫、康沃尔公爵亨韦努斯（Henwinus）那里，但里根不久之后就将李尔的侍从削减到5名。李尔随后回到大女儿那里，但只被高纳里尔允许携带一名侍从。

### 复位
在对他的两个年长的女儿感到失望和畏惧后，李尔逃到了高卢，寻找他的小女儿寇蒂莉亚。已经身无分文的李尔在卡里蒂亚（Karitia）城外向女儿送信，并受到了寇蒂莉亚的秘密保护。她命人帮他沐浴更衣，并派了一队骑士保护他。随后阿加尼普斯和寇蒂莉亚正式接见了李尔，盛情款待了他，并许诺夺回他失去的领土和尊严。李尔、寇蒂莉亚和阿加尼普斯随后率领大军在不列颠登陆，击败了他的两个年长的女儿和她们的丈夫。李尔夺回了王位，并在统治了三年后去世，法兰克国王阿加尼普斯也相继去世。寇蒂莉亚继承了李尔的王位，她在索尔河畔临近莱斯特的一间地下密室中埋葬了父亲。那间密室是献给罗马神雅努斯的，每年人们都在雅努斯的节庆时期在李尔的墓边庆祝。

## 词源
人们经常认为李尔与威尔士和爱尔兰的海神李尔（Llyr或Ler，源自凯尔特共同语中表示“海”的词根 *Leros）有关，但他们的名字并没有词源学上的关联。杰佛里也许将这个名字取自凯尔李尔（Cair Leir，即莱斯特，他声称由李尔建立的城市）。实际上，此处的“Leir”（还包括盎格鲁-撒克逊语中的“Legra”和“Ligora”）是一个水体名称，源自布立吞亚支语言中的*Ligera或*Ligora。

## 文化
在莎士比亚的《李尔王》之前，李尔的故事就被改编为戏剧，于1594年注册，并于1605年正式出版，名为《李尔王与他的三个女儿高纳里尔、里根和寇蒂莉亚的真正编年史》。与《李尔王》不同的是，这部戏剧最后是一个圆满的结局，与杰佛里记述的故事一样，李尔在寇蒂莉亚的帮助下恢复了王权。李尔的故事同样出现于希金斯的《治安官的镜子》、埃德蒙·斯宾塞的《仙后》等作品中。
而在莎士比亚四大悲剧之一的《李尔王》中，寇蒂莉亚兵败与父王一同被俘，被姐姐们下令杀害，李尔抱着她的尸体当场含恨而终。李尔的次婿康沃尔公爵更早时已被刺杀，大女儿们也自相残杀而死，种种迹象暗示李尔的长婿奥尔巴尼公爵将继位成为新王。